# James Mitchell (giocatore di football americano)
James Maxell Mitchell (Big Stone Gap, 11 agosto 1999) è un giocatore di football americano statunitense che milita nel ruolo di tight end per i Detroit Lions della National Football League (NFL).

## Carriera

### Detroit Lions
Mitchell al college giocò a football a Virginia Tech. Fu scelto nel corso del quinto giro (177º assoluto) nel Draft NFL 2022 dai Detroit Lions. Il 26 novembre segnò il suo primo touchdown su una ricezione da 3 yard contro i Green Bay Packers al Ford Field. Fu l'unico della sua stagione da rookie, conclusa con 11 ricezioni per 113 yard in 14 presenze, nessuna delle quali come titolare.